# Werner Schmidt-Boelcke
Werner Schmidt-Boelcke (* 28. Juli 1903 in Rostock-Warnemünde; † 6. November 1985 in Gauting; gebürtig Werner Albert Anton Paul Schmidt) war ein deutscher Komponist und Kapellmeister.

## Leben
Der Sohn des Konzertpianisten Alfred Schmidt(-Badekow) erhielt während seiner Gymnasialzeit Klavierunterricht an der Akademischen Musikschule seiner Mutter. Bereits 14-jährig wirkte er unter dem Namen Schmidt-Boelcke (nach dem Namen des zweiten Ehemannes der Mutter) bei öffentlichen Schüleraufführungen mit.
Ab 1920 besuchte er das Stern’sche Konservatorium in Berlin mit der Absicht, Konzertpianist zu werden. Nach seinem Abschluss im August 1923 engagierte ihn Willy Schmidt-Gentner als seinen zweiten Dirigenten. Als Stummfilm-Kapellmeister arbeitete er zunächst bei den Meinhardt-Bernauer-Bühnen in Berlin und anschließend beim Phöbus-Palast in München.
1928 wurde er Chefdirigent aller Kinosäle der Münchner Filmfirma Emelka, zugleich dirigierte er bei etwa 50 Filmen im Capitol-Lichtspielhaus in Berlin während der Stummfilmvorführung. Außerdem schrieb er einige Originalpartituren, die in den Kinosälen von Orchestern oder Pianisten vorgetragen wurden. Ebenfalls 1928 dirigierte er im Vox-Haus in Berlin erstmals für den Rundfunk.
1929 komponierte er die Filmmusik zu dem ersten deutschen Tonfilm Dich hab’ ich geliebt. 1934 wurde er 1. Kapellmeister am Metropoltheater in Berlin, zu dem ab 1939 auch der Admiralspalast gehörte. Seine Dirigententätigkeit hier blieb bis Kriegsende Schmidt-Boelckes Hauptbeschäftigung. Er verhalf vielen Operetten zum Erfolg, darunter auch 1937 Fred Raymonds Maske in Blau und 1940 Ludwig Schmidseders Frauen im Metropol. Erst nach der Theaterschließung 1944, als er beim Reichsrundfunk Berlin dienstverpflichtet wurde, komponierte er auch wieder Filmmusik. Schmidt-Boelcke stand 1944 in der Gottbegnadeten-Liste des Reichsministeriums für Volksaufklärung und Propaganda.
1945/46 wirkte er als Director of Light Music bei Radio Hamburg unter britischer Lizenz, ab 1947 war er Dirigent und Leiter des Rundfunkorchesters in München für den neu gegründeten Sender Radio München, aus dem später der Bayerische Rundfunk hervorging. Bis zu seiner Pensionierung 1968 leitete er das Orchester und fungierte bei anderen Rundfunkanstalten häufig als Gastdirigent. Anschließend arbeitete er vorwiegend für das ZDF bei der Rekonstruktion oder Neufassung alter Stummfilmmusiken. Mit dem Bundesverdienstkreuz am Bande wurde Schmidt-Boelcke im Jahre 1974 ausgezeichnet und 1980 erhielt er das Filmband in Gold für langjähriges und hervorragendes Wirken im deutschen Film. 
Schmidt-Boelcke hinterließ eine große Zahl von Schallplattenaufnahmen mit ihm als Dirigent, darunter für die Label Odeon, Electrola und Eurodisc. Er ist auf dem Friedhof Feldmoching bestattet.

## Filmografie
| - 1924: Der letzte Mann - 1928: Zwei rote Rosen - 1928: Marter der Liebe - 1928: Der Ladenprinz - 1928: Abwege - 1928: Mary Lou - 1928: Marquis d’Eon, der Spion der Pompadour - 1928: Liebe im Kuhstall - 1928: Schneeschuhbanditen - 1928: S.O.S. Schiff in Not - 1929: Der lebende Leichnam - 1929: Die keusche Kokotte - 1929: Flucht in die Fremdenlegion - 1929: Auf der Reeperbahn nachts um halb eins - 1929: Aufruhr im Junggesellenheim - 1929: Wenn der weiße Flieder wieder blüht - 1929: Cagliostro - 1929: Frauen am Abgrund - 1929: Irene Rysbergues große Liebe (Maman Colibri) - 1929: Die Frau im Talar - 1929: Kehre zurück! Alles vergeben! - 1929: Links der Isar – rechts der Spree - 1929: Narkose - 1929: Kolonne X - 1929: Die Liebe der Brüder Rott - 1929: Spuren im Schnee | - 1929: Jugendtragödie - 1929: Katharina Knie - 1929: Dich hab’ ich geliebt - 1929: Giftgas - 1930: Liebe und Champagner - 1930: In einer kleinen Konditorei - 1930: Mon cœur incognito - 1930: Die Csikosbaroneß - 1930: Nur am Rhein - 1930: Sei gegrüßt, Du mein schönes Sorrent - 1930: Pension Schöller - 1930: O alte Burschenherrlichkeit - 1931: Yorck - 1931: Das gelbe Haus des King-Fu - 1931: Im Geheimdienst - 1932: Theodor Körner - 1933: Das Meer ruft - 1933: Zwei gute Kameraden - 1933: Johannisnacht - 1934: Eine Frau, die weiß, was sie will - 1934: Die Abschieds-Symphonie - 1934: Elisabeth und der Narr - 1935: Ich liebe alle Frauen - 1943/46: Peter Voss, der Millionendieb - 1945: Der Erbförster - 1945: Der Mann im Sattel (UA: 2000) (Komposition verschollen) |